# Chichiquila
Chichiquila är en ort i Mexiko.   Den ligger i kommunen Chichiquila och delstaten Puebla, i den sydöstra delen av landet, 220 km öster om huvudstaden Mexico City. Chichiquila ligger 1 786 meter över havet och antalet invånare är 2 812.
Terrängen runt Chichiquila är lite bergig, och sluttar österut. Runt Chichiquila är det ganska glesbefolkat, med 36 invånare per kvadratkilometer. Närmaste större samhälle är Huatusco de Chicuellar, 11,9 km sydost om Chichiquila. I omgivningarna runt Chichiquila växer huvudsakligen savannskog.